# Brezová pod Bradlom
Brezová pod Bradlom es un municipio del distrito de Myjava en la región de Trenčín, Eslovaquia, con una población estimada a final del año 2024 de 4543 habitantes.
Se encuentra ubicado al oeste de la región, cerca del río Myjava (afluente del río Morava, cuenca hidrográfica del Danubio) y de la frontera con la región de Trnava y la República Checa.

## Demografía
| Año        | 1994 | 2004    | 2014    | 2024    |
| ---------- | ---- | ------- | ------- | ------- |
| Población  | 5693 | 5452    | 4996    | 4543    |
| Diferencia |      | −4,23 % | −8,36 % | −9,06 % |

| Año        | 2023 | 2024    |
| ---------- | ---- | ------- |
| Población  | 4607 | 4543    |
| Diferencia |      | −1,38 % |